# Хрестики-нулики (графік)

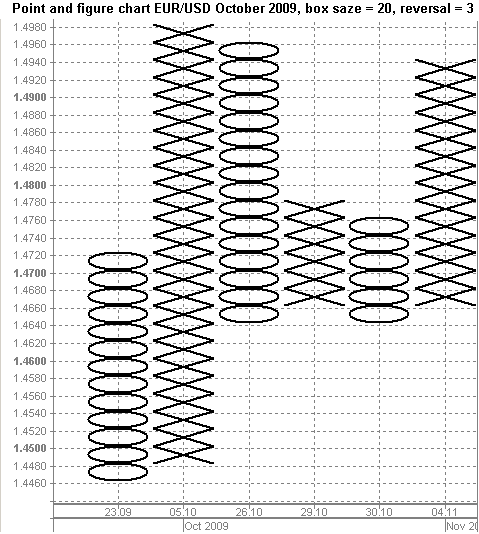
Пункто-цифровий графік EUR/USD за жовтень 2009 року. Розмір порогу = 20 пунктів, параметр розвороту = 3

Графік японських свічок EUR/USD за жовтень 2009 року

Графік хрестики-нулики (також пункто-цифровий графік або хо-графік) — вживаний у технічному аналізі вид графіка котирувань об'єкта торгівлі (товару, цінного паперу, валюти), який відображає зміни ціни у формі вертикальних стовпців, що складаються зі знаків «Х» (символізує зростання) і «О» (символізує зниження). Визначений рух ціни вгору (наприклад, кожні 10 пунктів) відзначається додаванням згори стовпеця хрестика, а рух вниз — знизу стовпця нулика.
Пункто-цифровий графік враховує напрямок та розмір зміни ціни, але не залежить від тривалості в часі такої зміни. Цей тип графіків вкрай складно поєднувати з показниками обсягу торгів, оскільки вони підсумовуватимуться для всього періоду зростання або падіння (загалом для одного стовпця), і не будуть відноситись до конкретного фрагменту (елементу стовпця).

## Правила побудови
Графік хрестики-нулики не відзначає кожен рух ціни. Графік змінюється лише після руху ціни більше наперед визначених дискретних значень. Перед побудовою графіка обговорюються:
- розмір порогу (англ. box size) — кількість пунктів руху ціни, які відображаються на графіку як хрестик або як нулик (наприклад, 10 пунктів).
- параметр розвороту (англ. reversal) — розмір протилежного руху ціни (в кількості елементів графіку), при якому відбувається зміна «Х» на «О» або навпаки (наприклад, 3 визначає, що для зміни ціна повинна пройти у зворотному напрямку три графічних елемента, тобто 30 пунктів при визначенні порога в 10 пунктів)

Якщо ціна протягом якогось часу рухається вгору, то цей рух записуються у вигляді стовпця з хрестиків — після проходження чергового порога новий хрестик дописується над попереднім. Коли ціна повернеться і пройде вниз розмір порогу стільки разів, скільки зазначено в параметрі розвороту, то формування стовпця хрестиків припиняється і праворуч на рівні другого після найверхнього хрестика починається формування стовпця нуликів, який може одразу початися з декількох нулів, якщо параметр розвороту більше 2. Після зниження ціни нижче за черговий поріг новий нулик дописується під попереднім. І так доти, доки ціна знову не поверне нагору і не пройде достатньо для параметру розвороту.

## Особливості аналізу
Пункто-цифровий графік не прив'язаний до шкали часу. Це потребує суттєвої зміни багатьох підходів традиційного технічного аналізу. Графіки цього типу автоматично демонструють тренд і особливо зручні для візуалізації рівнів, навколо яких ціни коливаються тривалий час (рівні консолідації цін).
Пункто-цифровий графік представляє ринкову інформацію в узагальненому (усередненому, згладженому) вигляді:
- Рухи проти тренду менші за параметр розвороту не відображаються
- Перевищення/зниження менше розміру порогу на краях стовпців не відображаються
- Обсяг торгів підсумовується для всього стовпця (загальний для періоду зростання чи падіння), і не належить до конкретного елементу стовпця

Змінюючи розмір порогу та параметр розвороту фактично змінюють ступінь усереднення графіка.
Переваги графіків хрестики-нулики:
- не показують незначні коливання ціни (фільтрується «шум»);
- із аналізу видаляється вплив фактору часу (який візуально може провокувати різкі злети та падіння ціни);
- роблять визначення лінії тренду простішим;
- полегшують визначення рівнів підтримки та опору;
- дають можливість відстежувати довгострокові зміни цін[1].

## Історія
Цей метод побудови цінового графіку став відомий з кінця XIX століття. Спочатку його називали «книжковий метод». Саме цю назву використовував Чарльз Доу в редакційній статті номера «Волл-стріт джорнел» від 20 липня 1901 року . У ній Доу стверджував, що «книжковий метод» застосовують вже п'ятнадцять років, тобто відносив дату його народження до 1886 року. Починаючи з 1901 року цей метод аналізу руху цін почав набувати популярності в США і на сьогодні залишається одним із найпопулярніших серед американських трейдерів.
Найповніше цей метод вперше був описаний в 1904 році Джозефом Клейном, який називав його «метод реєстрації тенденцій». На думку Клейна, використовувати метод почали приблизно з 1881 року.
Назву «пункто-цифровий графік» приписують Віктору де Віллієрсу (англ. Victor De Villiers), який змішав у назві два варіанти — порівняно старий варіант «цифровий» (ціни наносили у вигляді цифр) і відносно новий «пунктовий» (ціни наносили у вигляді спеціальних значків — хрестиків та нуликів).